# Documentaire
Pour les articles homonymes, voir Documentaire (homonymie).
« Documentariste » redirige ici. Pour le professionnel de l'information-documentation, voir documentaliste.

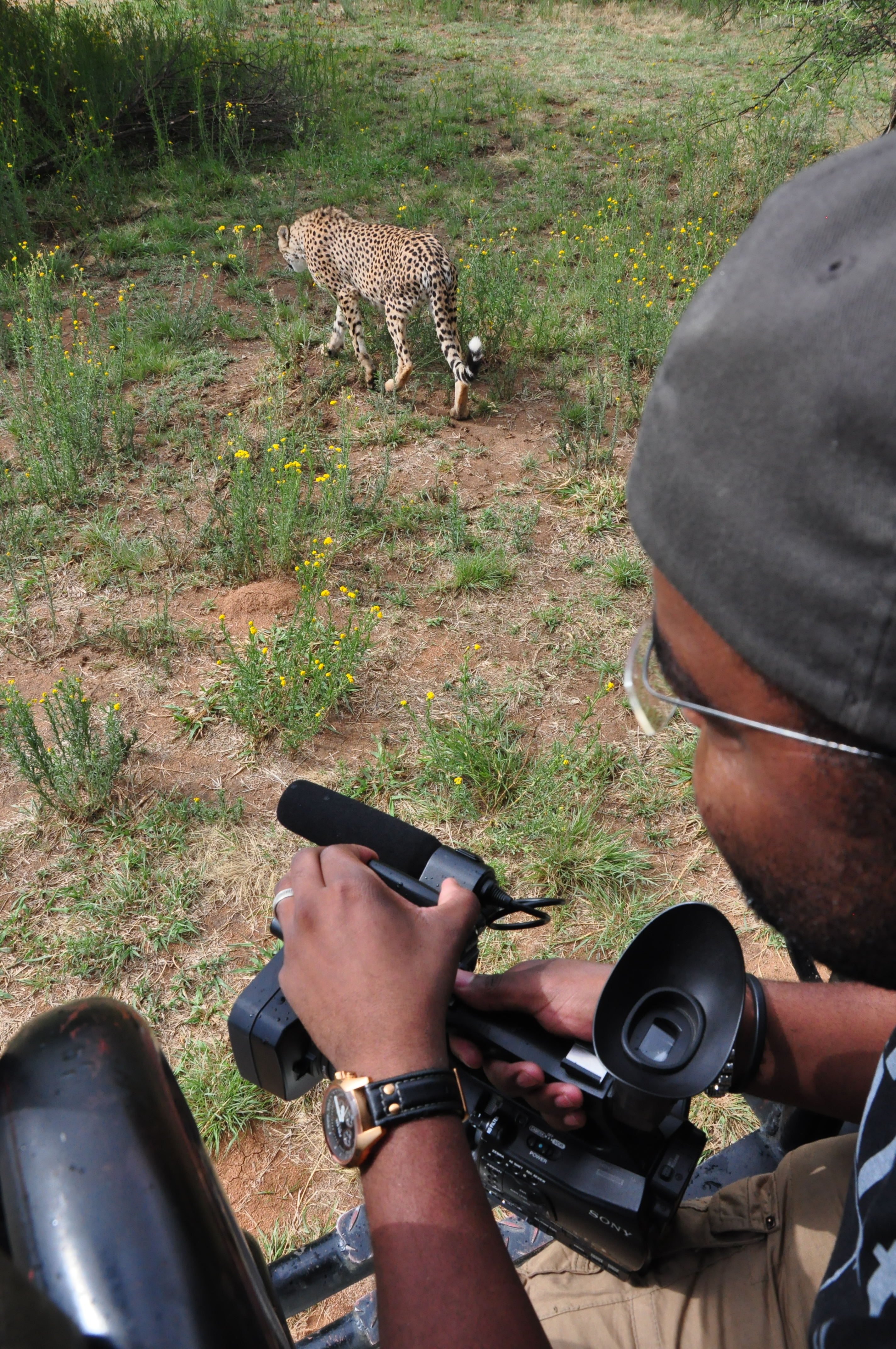
Tournage d'un documentaire animalier en Namibie (2011).

Le film documentaire ou le documentaire est un genre cinématographique, audiovisuel, télévisuel et radiophonique qui se différencie de la fiction.
« Film de caractère didactique ou informatif qui vise principalement à restituer les apparences de la réalité », le documentaire — tel un document — est présenté comme une preuve de l’existence d’un phénomène technique, sociétal (humain ou animal), ou historique, dont il veut établir une description minutieuse, voire en tenter l’explication.
Les documentaristes nomment leur genre « images du réel » et l'opposent parfois à la fiction, dont les protagonistes sont en principe des personnages fictifs, même si les films historiques s’appuient sur des personnages ayant existé, dont toutefois la véritable histoire est adaptée, voire soumise, aux règles de la dramaturgie.
Cependant, une telle définition est artificiellement restrictive car un documentaire peut reprendre certaines caractéristiques de la fiction, notamment via la reconstitution comme le docufiction (dit parfois « docudrama ») ou le plus généralement à travers la réflexion en amont sur le sujet et sa construction par un scénario préalable. « Le vrai documentaire n’est pas un simple procès-verbal de la réalité mais l’œuvre élaborée (et quelquefois mise en scène) d’un auteur ». Le documentaire aurait des vertus caractéristiques et n'en fonctionnerait pas moins par rapport au public de la même façon que la fiction.
La Société civile des auteurs multimédia (Scam), qui rémunère notamment les documentaristes lorsque leurs films passent en salle devant un public ou sur l’un ou l’autre des réseaux télévisuels, définit une partie de ses missions comme étant la gestion des « œuvres audiovisuelles (cinéma ou télévision) à caractère documentaire et docudramatique : les documentaires, reportages, œuvres journalistiques, les images nouvelles : vidéo art, génériques, habillages, 2D/3D, les films d'entreprise ».
La Scam cite encore comme « œuvre de l’esprit » (œuvre d’auteur) non seulement le documentaire et sa forme de docufiction, mais n’en exclut pas le reportage.
Une cinémathèque du documentaire a été créée en France, sous forme d'un groupement d'intérêt public, en 2017.

## Histoire

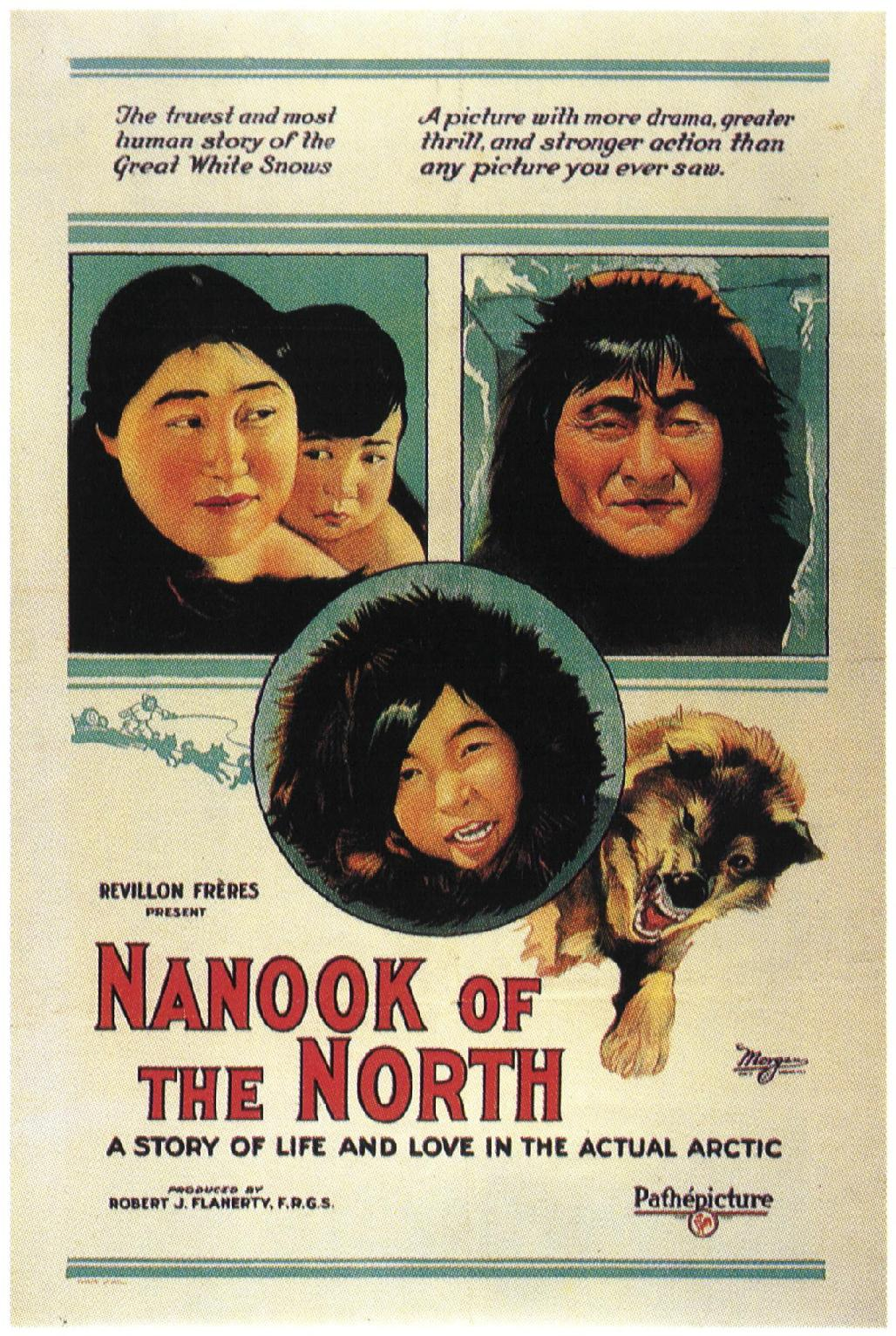
Affiche de Nanouk l'Esquimau (Nanook of the North), sorti en 1922.

### Les origines
Les films les plus primitifs, ceux tournés à partir de 1891 par le premier réalisateur du cinéma, William Kennedy Laurie Dickson, l’ingénieur électricien employé de Thomas Edison, étaient-ils des documentaires ? Enregistrés dans les laboratoires d’Edison à Orange, les premiers films sont typiquement « mis en scène ». Les essais de Dickson ont pour sujet l’équipe de collaborateurs autour du projet : Dickson et son assistant William Heise se congratulant devant la caméra Kinétographe, « (en grec, écriture du mouvement) : caméra de l’Américain Thomas Edison, brevetée le 24 août 1891, employant du film perforé 35 mm et un système d’avance intermittente de la pellicule par roue à rochet. » Une autre bande montre un pugilat amical improvisé entre les mêmes chercheurs. Viennent ensuite plusieurs dizaines de films — c’est Edison qui adopte le mot anglais film, qui signifie « voile », « fine couche », pour désigner les bobineaux de pellicule impressionnés, en référence à la couche photosensible appliquée sur l’une des faces du support souple en celluloïd —, tous tournés dans le premier studio de cinéma, le Black Maria. Les choix de Dickson ont porté sur l’enregistrement des prestations d’artistes de music-hall, acrobates, danseurs, contorsionnistes, jongleurs. Tous ces sujets font ainsi partie de la réalité, mais le placement des artistes dans l’étroit studio devant un fond noir face à un appareil bien visible ne relève-t-il pas d’une évidente « mise en scène » ? « Les bandes tournées par Dickson sont à proprement parler les premiers films ».
Cette perception de l’enregistrement d’un « numéro » de spectacle explique d’ailleurs les réactions hostiles des premiers censeurs du cinéma, puisque ces prestations, alors réservées à la discrétion des music-halls et cabarets, étaient maintenant accessibles au grand public par l’intermédiaire des Kinetoscope Parlors, ces salles créées par Edison pour exploiter les films grâce aux kinétoscopes, des machines de visionnement individuel. Les jupons soulevés lors d’une rota typique de la danseuse hispanique Carmencita et les ondulations lascives, appelées pudiquement « Danse du muscle », mais en réalité danse du ventre, interprétée par la « Princesse Ali du Caire », vont ainsi déchaîner des hordes de manifestants pudibonds réclamant le retrait de ces bandes. « Cent quarante-huit films sont tournés entre 1890 et septembre 1895 par Dickson et William Heise à l'intérieur d'un studio construit à West Orange, le "Black Maria", une structure montée sur rail, orientable selon le soleil. »
En revanche, quand Louis Lumière enregistre en 1895 les premières vues photographiques animées à l’aide de la caméra Cinématographe, la presse enthousiaste loue les sujets qui semblent tellement réalistes : « C’est la vie même, c’est le mouvement pris sur le vif ». Pourtant, le premier ouvrage Lumière, la Sortie de l’usine, n’est pas tout à fait une image « prise sur le vif ». « Comme chez Edison, pour bouger, ça bouge, les ouvrières, car il s’agit essentiellement de femmes, une fois les portes de l’usine franchies, n’ont pas l’idée de poser pour la photo, d’autant que la présence d’un des patrons, c’est Louis Lumière qui tient la caméra, dissuade tout un chacun de s’attarder. On file fissa ! ». Ce regard patronal sur les ouvrières est à tel point prégnant que, lors des deux autres versions de cette Sortie —  nouvelles versions nécessitées par l’usure du négatif de la version originale — le personnel a obéi aux exigences de la Direction qui lui a demandé de venir en habits du dimanche, après la messe, pour se présenter sous son meilleur aspect. Documentaire ou vue arrangée ?

### 1939 - 2000
De très nombreux courts-métrages documentaires furent réalisés pendant et après la guerre, ceux de Rouquier (Le Tonnelier en 1942, Le Charron en 1943), de Roger Leenhardt (Lettre de Paris en 1945, Naissance du cinéma en 1946), de René Clément (La Grande Pastorale en 1942, Ceux du rail en 1943), les films scientifiques de Jean Painlevé (dont Le Vampire en 1945) ou de Jacques-Yves Cousteau (Par dix-huit mètres de fond en 1943, Autour d'un récif en 1948).
Entre les années 1950 et les années 1960, le documentaire profite de l'évolution technique et du bouillonnement critique de l'après-guerre pour s'émanciper par rapport aux compagnies de production. Les Raquetteurs, documentaire québécois tourné en 1958, est également un bon exemple de cette nouvelle distanciation par immersion dans le sujet filmé. On peut noter également l'importance prise par la cinémathèque du ministère français de l'Agriculture qui, dès 1947 autour de Armand Chartier, fidélise de nombreux nouveaux talents : plus de 500 documentaires d'éducation populaire et rurale produits et une moisson de 127 prix internationaux. De futurs réalisateurs de films de fiction, tels Alain Resnais (Nuit et brouillard en 1955, Toute la mémoire du monde en 1956, Le Chant du styrène en 1958), Agnès Varda (Du côté de la Côte en 1958), Maurice Pialat (L'amour existe en 1961) s'exercent eux aussi au court métrage documentaire. Dans la seconde moitié du XXe siècle les grands noms du documentaire de ce genre restent François Reichenbach, Jean Rouch, Chris Marker et Joris Ivens qui illustrent ce que l'on a appelé le « cinéma vérité ».
Parallèlement, dans un registre récréatif, les studios américains Walt Disney vulgarisent pour le grand public, dans les années 1950 à 70, des films de nature comme La Terre, Cette Inconnue, Les Oiseaux Aquatiques ou encore Le Désert Vivant. La philosophie de ces films vise à atténuer la dureté de la lutte pour la vie dans le milieu naturel et introduit de l’humour dans les récits où chaque animal porte un nom, bien que ce ne soit pas le même qui soit suivi tout au long du film (cette philosophie sera revue dans les années 1990, ne gardant que la personnalisation des animaux suivis par les documentaristes).
En 1956, Jacques-Yves Cousteau et Louis Malle présentent Le Monde du silence, un long métrage centré sur les prises de vues sous-marines, qui participe au Festival de Cannes, où il remporte la Palme d'or. Un an plus tard, le film sort aux États-Unis, où on lui décerne l'Oscar du meilleur film documentaire. Le volcanologue Haroun Tazieff, réalise également un certain nombre de films dont les plus connus sont Les Rendez-vous du Diable (1958) et Le Volcan interdit. 
En 1958, le long métrage belge les Seigneurs de la forêt de la fondation Roi Léopold, présente la nature dans les profondeurs du Congo belge, ainsi que des traditions indigènes, à travers une production en cinémascope réalisée avec de grands moyens et distribuée dans le monde entier par la Twentieth Century Fox. Le documentaire, cantonné à la première partie des films de fiction et au court métrage, devient ainsi un genre majeur[réf. souhaitée].

### Depuis 2000
Le documentaire connaît un regain de reconnaissance en France depuis la fin des années 1990, figurant en bonne place au tableau des sorties hebdomadaires en salles, comme Les Terriens d'Ariane Doublet, allant jusqu'à des succès populaires exceptionnels avec Être et avoir de Nicolas Philibert. Le genre animalier s'est renouvelé sous l'impulsion de Jacques Perrin (Microcosmos, Le Peuple migrateur, Océans, La Marche de l'empereur).
Aux États-Unis en 2004,  Michael Moore connaît un succès commercial mondial, avec son film Fahrenheit 9/11 sur les trucages électoraux de George W. Bush et Bowling for Columbine, docu-fiction sur les tueurs en série adolescents de la fusillade du lycée Columbine en 1999. Super Size Me (2004), de Morgan Spurlock, rencontre un succès identique.
La télévision va influencer le genre avec l'apparition des procédés légers de prise de vues et de prise de sons (voir notamment Caméra Éclair 16, ainsi que Nagra) puis la mutation des captations vers les procédés d'enregistrement vidéo, offrant des sensibilités à la lumière et des durées supérieures à celles des procédés issus du cinéma. Parallèlement, cette évolution a apporté aux cinéastes documentaristes les moyens de s'émanciper des contraintes d'un matériel lourd et encombrant[réf. souhaitée].
Le marché Sunny Side Of The Doc et le festival Les États Généraux du Documentaire sont des rendez-vous incontournables de la profession[réf. souhaitée].

## «Philosophie» du documentaire
L’une des plus célèbres vues photographiques animées de Louis Lumière est sans doute L'Arrivée d'un train en gare de La Ciotat, filmée plus tard, qui souligne aussi la présence d’un appareil de prise de vues cinématographique remarquée par les gens qui attendent sur le quai ou qui viennent de descendre des wagons. Leurs regards caméra n’établit-il pas une relation complice avec l’opérateur, bien visible pour eux avec sa drôle de machine ? Tous les films censés rapporter des « images du réel » passent ainsi par le filtre du discours que veut tenir celui ou celle qui dirige les prises de vues. .
Mais le spectateur n’est en général pas au courant de cet aiguillage qui le dirige malgré lui vers une destination voulue dès avant le tournage, une manipulation de prestidigitateur dont le roi est le réalisateur. « Nous contemplons solitaires, cachés dans une chambre noire, à travers des persiennes entrouvertes, un spectacle qui nous ignore et qui participe de l’univers. Rien ne vient s’opposer à notre identification imaginaire au monde qui s’agite devant nous, qui devient Le Monde ».
Cette illusion de vérité est d’ailleurs la base de la perception des films, quels qu’ils soient. Vérité et non pas vraisemblance. Une bonne partie des scénarios de films de fiction est peu vraisemblable, c’est-à-dire que l’histoire racontée est par définition extraordinaire, même si parfois elle est tirée de la réalité et s’impose par une information préalable succédant au titre, du genre : « Ce film est tiré d’un fait réel ». Ce rapprochement pourrait se retrouver a contrario dans le documentaire : « Ce fait réel est fictionné », même en dehors du docudrama, car le réalisateur des « films du réel » est toujours maître de ses choix, tout autant que le réalisateur de fiction, et, s’il aiguille son public vers la direction qui est la sienne, il est tout à fait libre également de le tromper. « Au fond, le problème (…) est double. Il se ramène à une question de technique et à un problème de morale. Il s’agit en effet tout à la fois de tricher pour mieux voir, et cependant ne pas tromper le spectateur ».
Lors du tournage de Nanouk l'Esquimau, parangon du documentaire pour les historiens du cinéma, Robert Flaherty viola constamment la réalité. Par exemple, il obligea les chasseurs de morses, habituellement utilisateurs de fusils, à se servir de harpons qu'ils n'utilisaient plus depuis longtemps, mettant ainsi leur vie en danger. Autre exemple : la scène de chasse au phoque est arrangée, au mépris de la réalité, pour éviter une attente trop longue et un gâchis de pellicule. Nanouk tire sur sa corde au bout de laquelle il y a un phoque déjà mort. Cette petite scène et bien d'autres éléments illustrent bien les limites auxquelles se heurte la simple captation du réel, exigée en principe par la démarche documentaire.

## Travelogues
Ce mot, utilisé aux États-Unis dès la fin du XIXe siècle, et encore utilisé aujourd’hui, désigne tout voyage touristique virtuel, par le biais de documents qui peuvent être des journaux de voyages, le plus souvent accompagnés de dessins, croquis, cartes (mis en gravure pour l’impression d’un livre), de photos, d’enregistrements sonores, et de films. En ce sens, les récits (Les Enquêtes) rapportés au Ve siècle avant notre ère par le voyageur et historien grec Hérodote ou les nombreux Voyages, datés du XIVe siècle, de l’explorateur marocain Ibn Battûta, sont des travelogues avant l'heure.
En France, dans les années 1950-1960, avant la généralisation de la télévision, les présentations de diaporamas et de films documentaires se faisaient accessoirement dans les salles de cinéma des petites villes, en matinée ou dans l’après-midi (pour les cinémas dont la seule séance se tenait en soirée). Cette tradition s’est perpétuée jusques à nos jours où les circuits de Connaissance du Monde, centrés sur un conférencier connaissant parfaitement un pays et ayant réalisé photos et vidéos, sont encore à l'affiche.

## Documentaristes célèbres

### France
Marcel Ichac, qui avait dès 1934 créé le documentaire de montagne, a obtenu de nombreux prix grâce à Karakoram (Grand prix du documentaire au Festival de Venise en 1938, Lion d'argent ; médaille d’or de l’Exposition universelle de 1937 à Paris), À l'assaut des aiguilles du Diable (Grand prix du film documentaire 1943) ou Victoire sur l'Annapurna (1950). Il réalise aussi les premiers films documentaires sur la spéléologie.
Georges Rouquier (qui réalise en 1947 Farrebique), Jacques-Yves Cousteau, Louis Malle, Jacques Perrin...

### Belgique
L'École documentaire belge révèle les films d'Henri Storck, tel Misère au Borinage coréalisé avec Joris Ivens ; dans le domaine scientifique pur, Marcel Brouhon réalise des films de science naturelle qui figurent dans des cinémathèques internationales, Symbiose, commensalisme, parasitisme; Henry Brandt réalise les Seigneurs de la forêt (texte d'Heinz Sielman) sur la faune, la flore et les populations du Congo, distribué dans le monde entier par la Twentieth Century Fox ; Jean-Marie Piquint réalise des films scientifiques et pédagogiques dont La Cybernétique de 1964 qui est encore utilisé, après cinquante ans, par les tenants de l'École de Palo Alto[réf. souhaitée].

### Autres
- Michael Moore (USA)
- Frederick Wiseman (USA)

## Autres domaines du documentaire
Le documentaire existe également en radiophonie et le terme est utilisé dans les bibliothèques.